# Le Désert des damnés
Pour plus de détails, voir Fiche technique et Distribution.
Le Désert des damnés (titre original : The Desert of the Lost) est un film américain réalisé par Richard Thorpe, sorti en 1927.

## Synopsis
Jim Drake a tué un homme, mais est incapable de prouver qu'il l'a fait en légitime défense. Il s'enfuit au Mexique, poursuivi par Murray, un policier. Jim se lie d'amitié avec Dolores Wolfe, la fille de Steve Wolfe, un ancien aubergiste américain. Jim défend la jeune femme, forcée par son père d'épouser El Chino, un bandit métis qui a une mine d'or secrète. Fait prisonnier par Wolfe, il découvre la mine et arrive à capturer la bande d'El Chino. Murray retrouve Jim en suivant Dolores, et il lui apprend que les charges ne sont plus retenues contre lui. Jim repasse alors la frontière accompagné de Dolores.

## Fiche technique
- Titre original : The Desert of the Lost
- Titre français : Le Désert des damnés[1]
- Réalisation : Richard Thorpe
- Scénario : Frank L. Inghram[2]
- Photographie : Ray Ries
- Production : Ralph M. Like
- Production exécutive : Lester F. Scott Jr.
- Société de production : Action Pictures
- Société de distribution : Pathé Exchange
- Pays de production :  États-Unis
- Langue originale : anglais
- Format : noir et blanc — 35 mm — 1,37:1 — Film muet
- Genre : Western
- Durée : 58 minutes
- Date de sortie :
  - États-Unis : 18 décembre 1927

## Distribution
- Wally Wales : Jim Drake
- Peggy Montgomery : Dolores Wolfe
- William Dyer : Steve Wolfe
- Edward Cecil : Murray
- Richard Neill : El Chino
- George Magrill : un homme de main
- Ray Murro : Juan, le métis
- Slim Whitaker : le shérif